# Sebastian Regondi

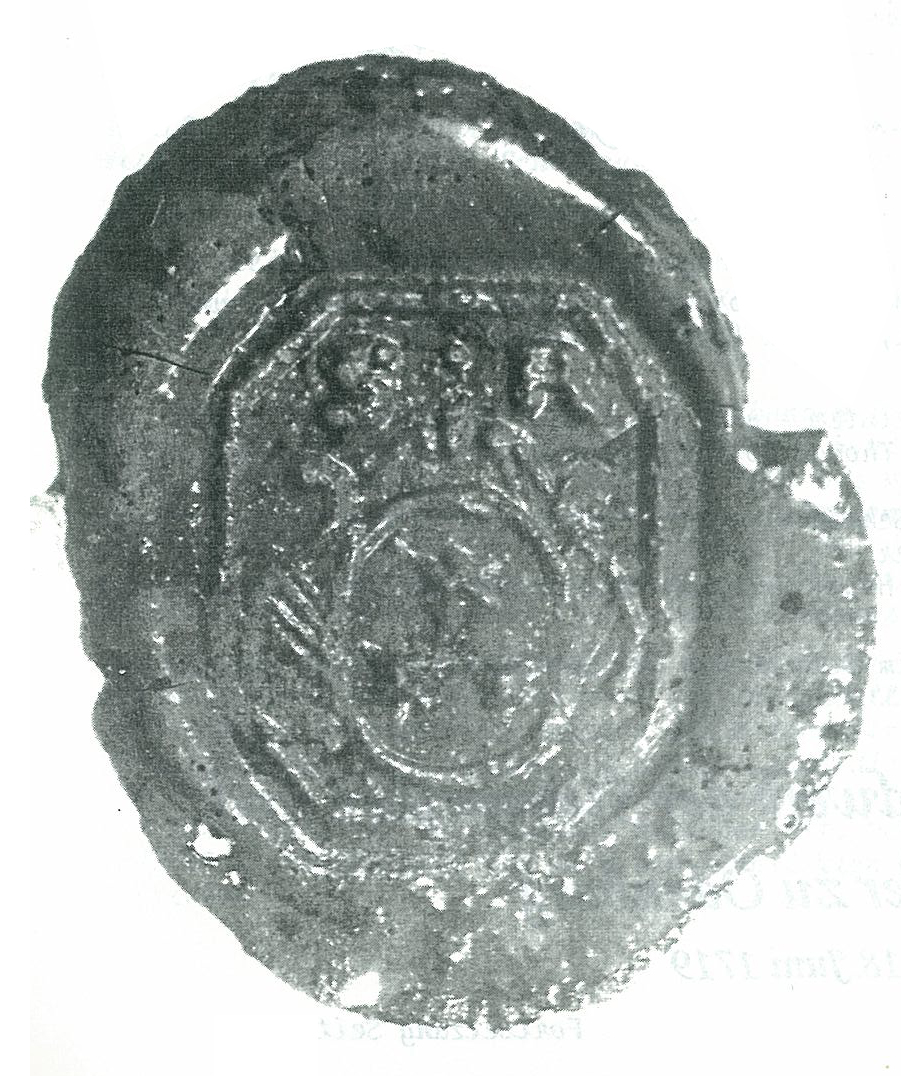
Sein Siegel mit dem Regondi-Wappen

Sebastian Regondi (Sebastian Christian Paul Regundi, * um 1664 in Kaisersteinbruch, Westungarn, heute Burgenland; † 22. November 1717 ebenda) war ein italienischer Steinmetzmeister und Bildhauer des Barock.
Sebastian war der einzige Sohn des Steinmetzmeisters und Richters Ambrosius Regondi und der Angela. Sie war bei seiner Geburt ca. 40 Jahre alt, also ist auch eine „Adoption“ möglich. Darüber gibt es keine Informationen.

## Lehre in der Wiener Dombauhütte
Aus dem Bruderschaftsbuch der Wiener Dombauhütte zu St. Stephan in Wien erfahren wir von Sebastians Aufdingung am 27. Dezember 1685 durch Steinmetzmeister Johann Georg Prunner. Der Hauptbürge war der NÖ.-Regierungsadjunkt Balthasar Christoph Sacher. Sebastians Vater Ambrosius war 1681 verstorben. Der Lehrmeister arbeitete an einem Brunnen für das Stift Klosterneuburg. Die Freisprechung erfolgte am 14. Jänner 1691.

## Leben

### Heirat im Stephansdom 1698
Sebastian Regondi, Steinmetzmeister im kaiserlichen Steinbruch heiratete am 15. Juli 1698 im Wiener Stephansdom Anna Christina Mädlin, Tochter des Hafnermeisters Simon Madle. Zeugen waren Giovanni Battista Passerini und Johann Georg Haresleben. 1699 erbte das Ehepaar zwei Steinbrüche von der Mutter Angela, die am 14. Jänner dieses Jahres verstorben war.

## Steuerliste 1699
In der Steuerliste von 1699 war Sebastian Regondi mit einem Steinbruch, zwei Häusern und vier Kühen eingetragen.

## Richteramt
Regondi wurde 1708 Richter, in der Nachfolge seines Trauzeugen Passerini, und amtierte bis 1711. Seine Mitmeister in diesen Jahren waren Johann Georg Haresleben, Elias Hügel, Ambrosius Hutter, Johann Baptist Kral, Johann Paul Schilck und Johann Wieser.

## Dreißigstamt im Steinbruch
Am 14. August 1708 wurde unter Abt Gerhard Weixelberger ein Filial-Dreißigstamt in Kaisersteinbruch errichtet, um den Grenzschmuggel zwischen Österreich und Ungarn abzustellen.

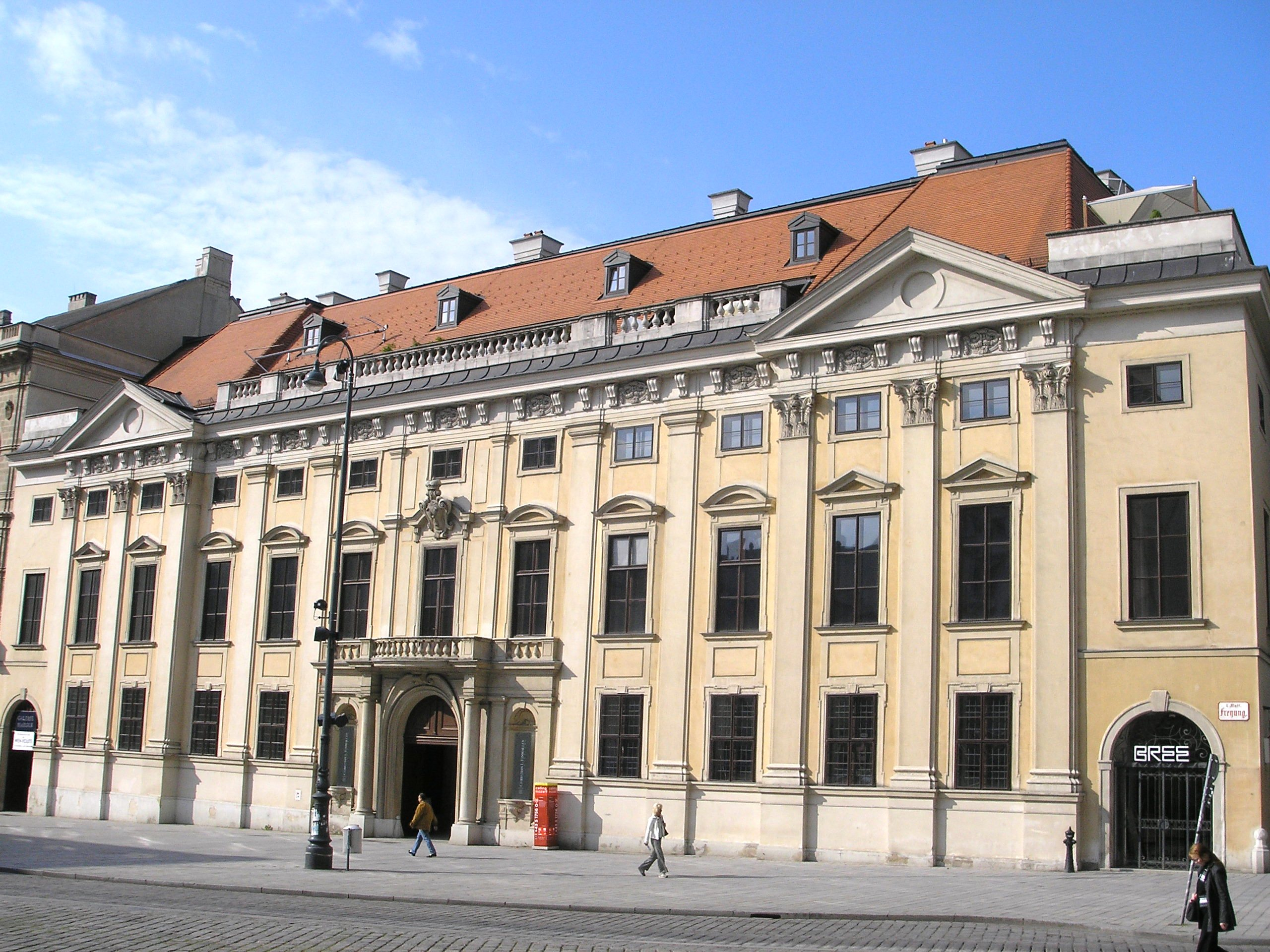
Palais Harrach, Freyung
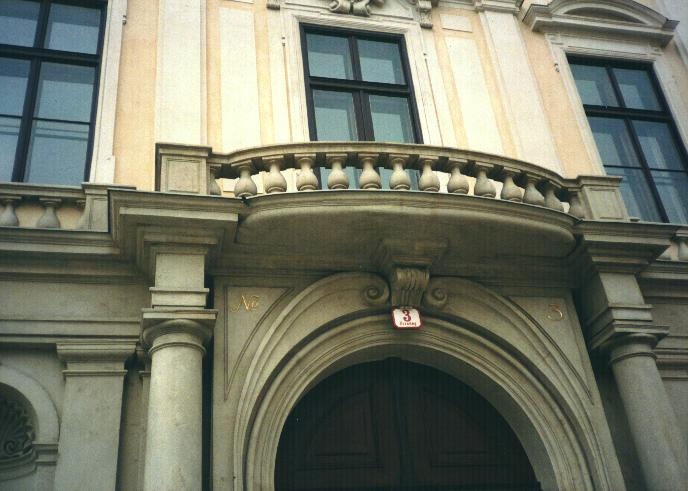
Detail des Portals
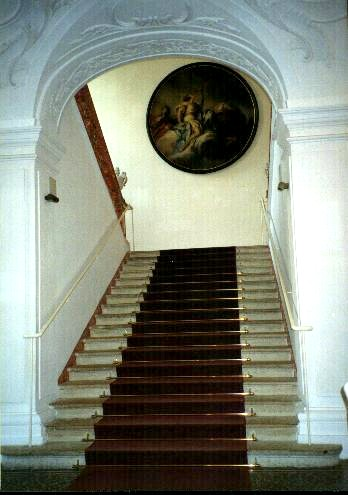
Treppenbeginn
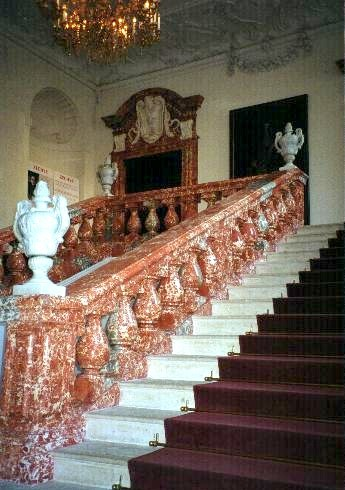
Treppenende
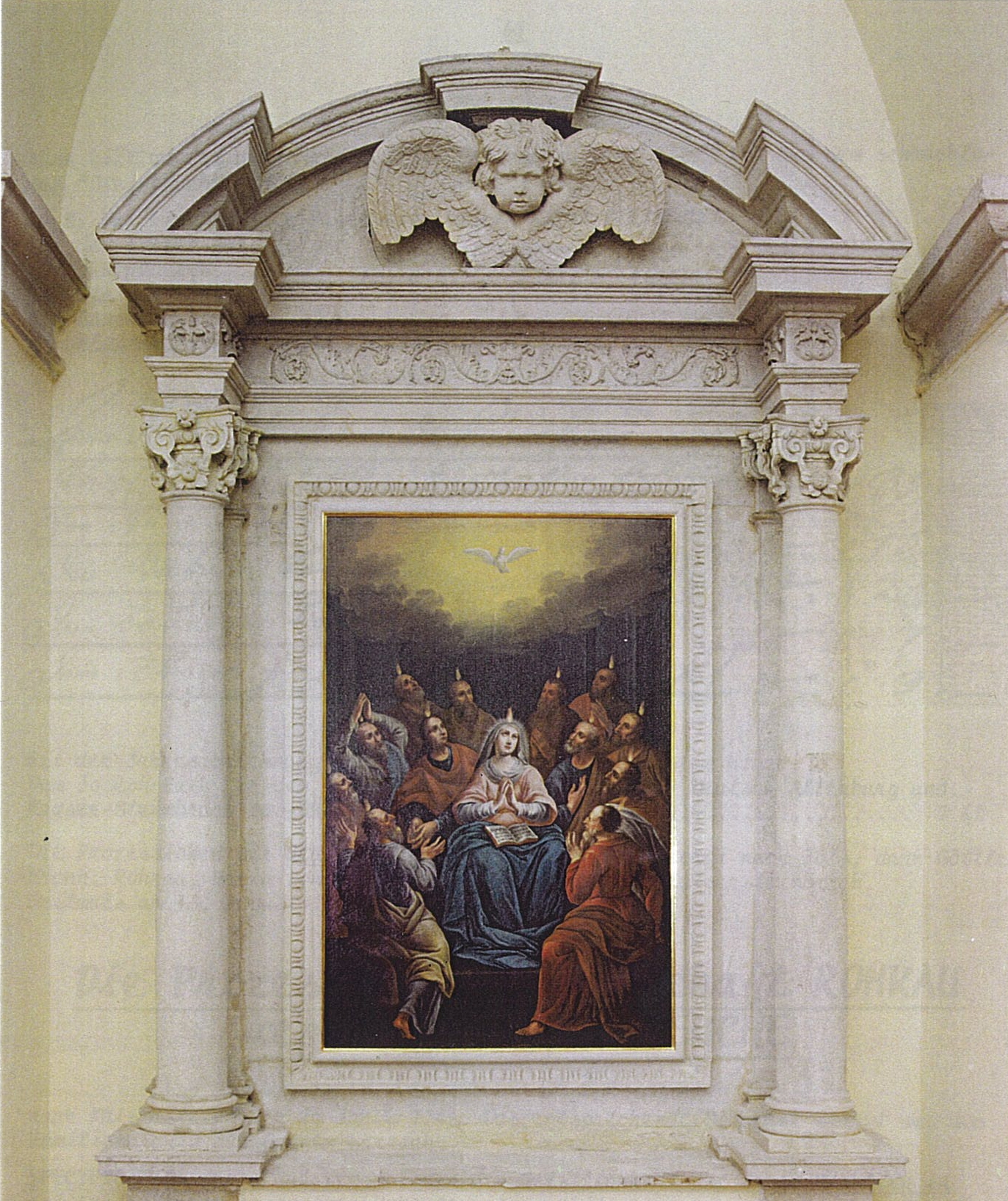
Regondi-Altar Kaisersteinbrucher Kirche
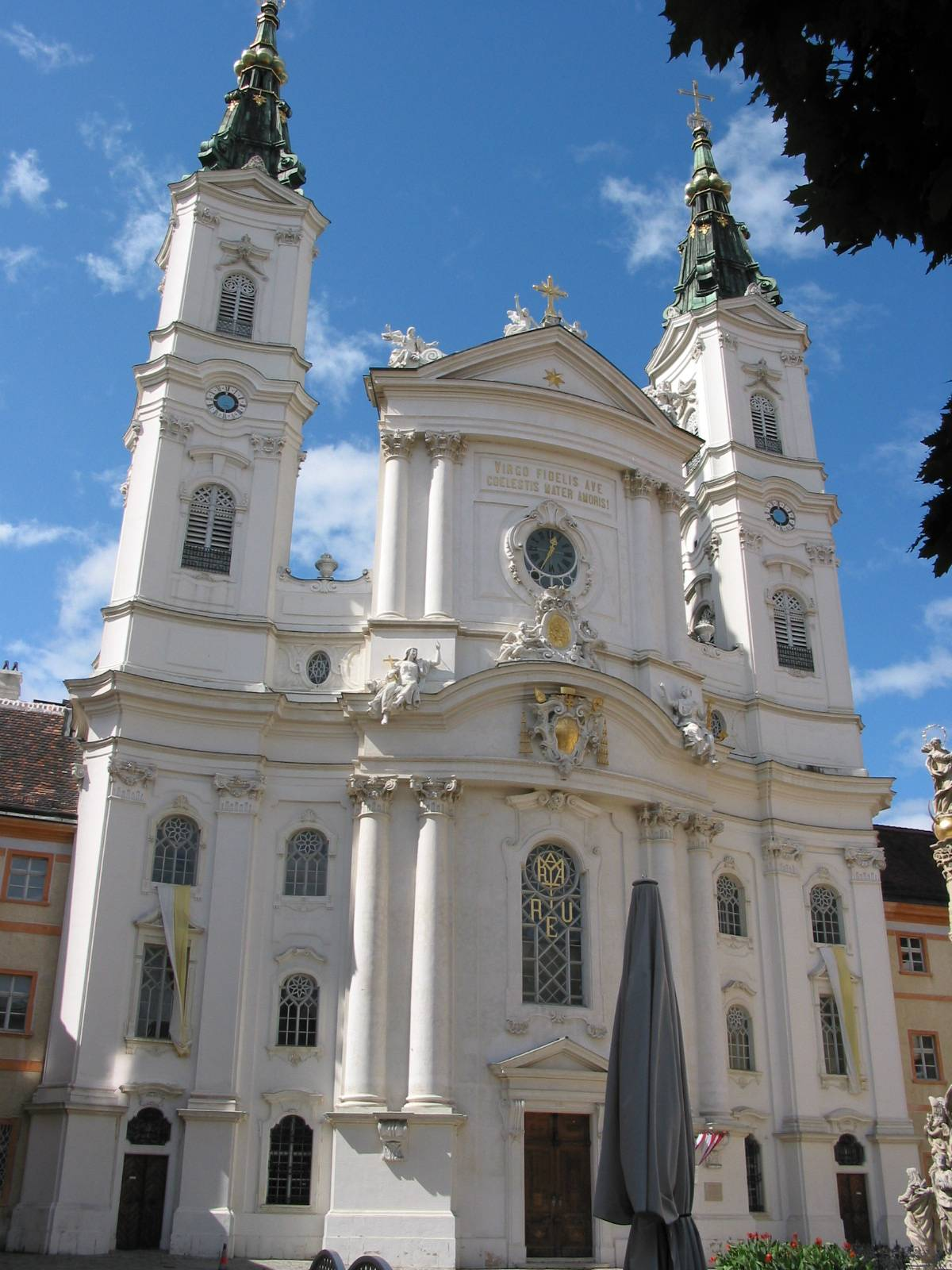
Piaristenkirche Maria Treu
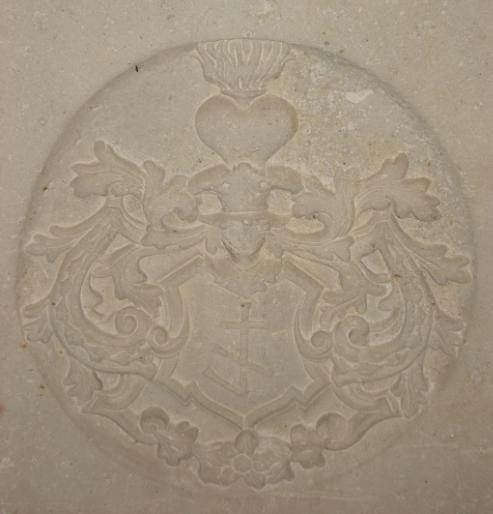
Epitaph von Sebastian Regondi
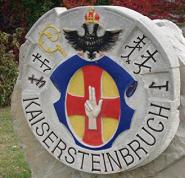
Ortsstein

## Salva Guardia-Privilegium für Kaisersteinbruch
→ Salva Guardia-Privilegium für Kaisersteinbruch#Kaiser und König Karl VI.
Kaiser Karl VI. erneuerte und bestätigte am 5. Dezember 1712 das Privilegium der Befreiung von militärischer Einquartierung den Meistern Johann Georg Haresleben, Sebastian Regondi, Johann Paul Schilck, Elias Hügel, Johann Baptist Kral und Simon Sasslaber.

## Eigenständige Viertellade für den kayserlichen Steinbruch 1714
Am 20. Dezember 1714 genehmigte und erneuerte der Kaiser die eigenständige Viertellade in Kaisersteinbruch.

## Nachkommen
Auszugsweise:

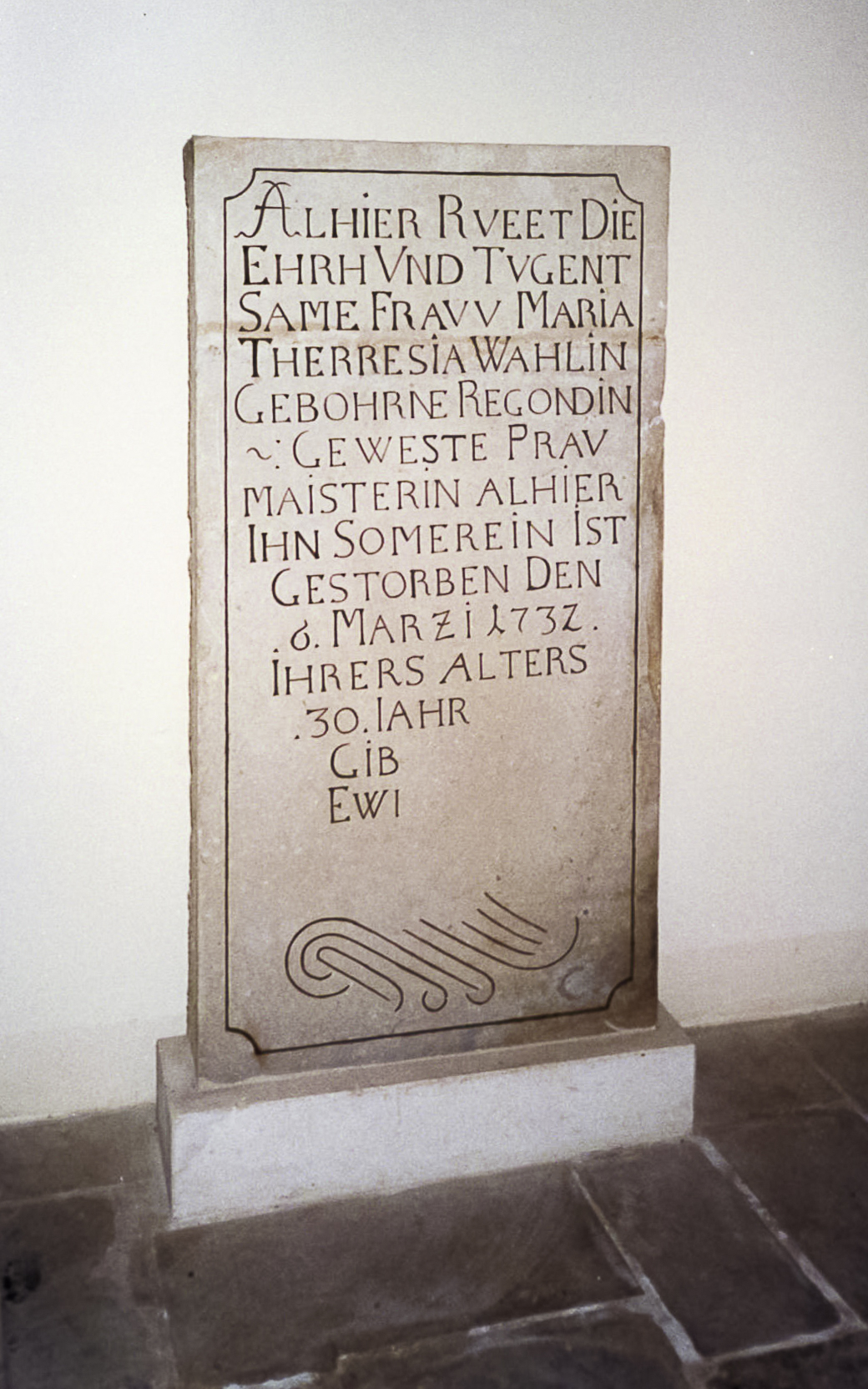
Maria Theresia Wallin, geb. Regondin

- Am 13. Jänner 1700 wurde Sohn Johann Baptist getauft, die Paten Richter Giovanni Battista Passerini und Eva Wieserin, Ehefrau des Steinbrechers Ambrosius Wieser. Am 18. Dezember 1700 starb er. Sein Epitaph ist verschollen. Auszugsweise: ... Ich Johann Bab. Regondi ein Kind hab die Welt verlassen mit ihrer Sindt mit einem Jahr und sieben Tag das den 19. Dezember geschah. Mich hat Gott genommen von dieser Welt im Jahr so man 1700 zehlt. Durch einen Pistolenschuss eben hab ich verlassen das zeitliche Leben. Frueh umb die neinte Stundt es war kam ich zu der englischen Schar, und lobe Gott mit grosser Freidt in der ewigen Seligkeit. Amen.[5]
- Am 15. September 1701 wurde Tochter Maria Theresia getauft, Paten waren Giovanni Battista Passerini und Anastasia, geb. Ferrethi, seine Ehefrau. Sie heiratete am 22. Dezember 1725 den Witwer Jakob Wall, Bürger und Braumeister in Sommerein. Ihr Epitaph vom 6. März 1732 befindet sich in der Sommereiner Pfarrkirche. Auszugsweise: ... Maria Theresia Wallin, geborene Regondin geweste Braumeisterin alhier in Sommerein.
- Am 24. Juni 1703 Sohn Johann Baptist.

## Werke
- 1692–1695: Palais Harrach in Wien, mit Passerini.
- 1698–1702: Palais Questenberg, Architekt Johann Bernhard Fischer von Erlach,
- 1710/1711: Pfarrkirche Kaisersteinbruch, Regondi-Altar mit Familienwappen, Restaurierung

- 1714–1717: Palais Neupauer-Breuner, Bauunternehmer Johann Christian Neupauer, Architekt Johann Bernhard Fischer von Erlach
- ab 1715: Piaristenkirche Maria Treu in Wien, Architekt Lucas v. Hildebrandt, mit Joseph Winkler

## Tod
Regondis Epitaph im Arkadengang der Kaisersteinbrucher Kirche erinnert an ihn. Auszugsweise: ... ALLHIER RUEHET DER EHRNGERECHTE HERR SEBASTIAN REGONDI / GEWESTER RICHTER UND STEINMETZMEISTER ALLHIER / IST GESTORBEN ANNO 1717 DEN 19. NOVEMBER SEINES ALTERS 53 JAHR. DEME GOTT EINE FRÖHLICHE AUFERSTEHUNG VERLEIHEN WOLLE. AMEN. 
Die Witwe Anna Christina Regondin heiratete in der Basilika Maria Loretto am 5. Februar 1719 den Steinmetzmeister Joseph Winkler (Steinmetz) von Burgschleinitz bei Horn (Niederösterreich).
Sebastian Regondis Steinmetzzeichen ist auf dem Kaisersteinbrucher Ortsstein des Bildhauers Alexandru Ciutureanu links beginnend eingemeisselt, daneben Elias Hügel, Johann Georg Haresleben, Johann Paul Schilck und Friedrich Opferkuh.